# أوليفر إنغروسو
أوليفر إنغروسو (بالأحرف اللاتينية Oliver Ingrosso) دي دجاي ومنتج موسيقي وممثل سويدي مولود في 30 ديسمبر/كانون الأول 1989 في ستوكهولم واسمه بالولادة Oliver Salvatore Gustavo Wahlgren-Ingrosso.
بدأ حياته الفنية بتمثبل دور رئيسي في الفيلم السويدي Ciao Bella عام 2007 حيث لعب دور إنريكو كلاعب إيطالي مراهق في دورة رياضية في السويد، والفيلم من إخراج السينمائي السويدي الإيراني Mani Maserrat-Agah حيث أعجب النقاد بدوره وهو أول دور له على الشاشة الكبيرة.
ولأنه يأتي من عائلة فنية عريقة، اختار طريق الموسيقى وبدأ بمهنة الدي دجاي وخصوصا في موسيقى Progressive House وبالتعاون مع تيم برغ المعروف بـ أفتشي (بالأحرف اللاتينية Avicii) وأوتو نوز (Otto Knows) إسطوانة بعنوان iTrack كما شارك مع العديد من الفنانين المشهورين مثل تييستو، أرمين فان بيورن وسويديش هاوس مافيا (Swedish House Mafia)، حيث يشارك أحد أولاد عمه سيباستيان إنغروسو (Sebastian Ingrosso)، بالإضافة إلى التعاون مع أسماء لامعة أخرى. عام 2012 كانت له إنتاج مع المغنية كيت ريان (Kate Ryan) بعنوان Run Away. كما كانت له عروض في ععلب ليلية عالمية في تورونتو، نيويورك، البرازيل إسبانيا.
جده Hans Wahlgren وجدته الفنانة الممثلة Christina Schollin. والديه الفنانة Pernilla Wahlgren والراقص Emilio Ingrosso وله أخوة في الفن مثل Bianca Wahlgren-Ingrosso، Benjamin Wahlgren Ingrosso و Theodor Wahlgren-Lennholm. بعد طلاق والديه، تزوجت أمه من Joachim Lennholm.

## أغاني
- iTrack- EP Tim Berg, Oliver Ingrosso & Otto Knows- 2010
- Gino" - (Oliver Ingrosso, Tim Berg, Otto Knows- 2010"
- LoopeDe" - Tim Berg vs. Oliver Ingrosso & Otto Knows- 2010"
- Run Away" - Kate Ryan feat. Tim Berg, Oliver Ingrosso & Otto Knows- 2012"

## الأفلام
- 2007: Ciao Bella في دور إنريكو

## وصلات خارجية
- أوليفر إنغروسو على موقع IMDb (الإنجليزية)
- أوليفر إنغروسو على موقع ميوزك برينز (الإنجليزية)
- أوليفر إنغروسو على موقع قاعدة بيانات الأفلام السويدية (السويدية)
- أوليفر إنغروسو على موقع ديسكوغز (الإنجليزية)
- أوليفر إنغروسو على موقع قاعدة بيانات الفيلم (الإنجليزية)

- موقع أوليفر إنغروسو على فيسبوك
- موقع أوليفر إنغروسو على IMDb